# Исперихско
 Тази статия е за историко-географската област.  За общината вижте Исперих (община).  
Исперихско, в миналото Кеманларско, е историко-географска област в Североизточна България, около град Исперих.
Територията ѝ съвпада приблизително с някогашната Исперихска околия – основната част от днешната община Исперих (без селата Конево и Райнино от Дуловско), както и селата Богданци, Владимировци, Здравец, Кара Михал, Ножарово, Пчелина и Хърсово в община Самуил и град Завет и село Иван Шишманово в община Завет. Разположена е в Лудогорското плато в Източната Дунавска равнина. Граничи с Дуловско на североизток, Шуменско на юг и Разградско и Кубратско на запад.